# Fußball-Weltmeisterschaft 1954/Frankreich
Dieser Artikel behandelt die französische Nationalmannschaft bei der Fußball-Weltmeisterschaft 1954.

## Qualifikation
| Luxemburg  | – | Frankreich | 1:6 |
| Irland     | – | Frankreich | 3:5 |
| Frankreich | – | Irland     | 1:0 |
| Frankreich | – | Luxemburg  | 8:0 |

Da les Bleus vor dem abschließenden Qualifikationsspiel bereits als Sieger der Europa-Gruppe 4 feststanden, nominierte das Auswahlkomitee des Verbandes FFF gegen Luxemburg eine Mannschaft, die überwiegend aus Nachwuchsspielern bestand, von denen drei (Bieganski, Mahjoub und Vincent) dann sogar in die Schweiz mitgenommen wurden. Aufgrund dieser Entscheidung stand am 17. Dezember 1953 in der Équipe Tricolore kein einziger Spieler von Stade de Reims, der französischen „Übermannschaft“ der 1950er-Jahre und im Sommer erneut Meister der Division 1 geworden – eines von nur zwei Länderspielen zwischen November 1947 und April 1963 ganz ohne Reimser, die in manchen Begegnungen dieser Jahre zu siebt in der Nationalelf kickten.
Frankreichs 20 Tore erzielten: Just Fontaine (3), der dennoch zuhause bleiben musste, außerdem Pierre Flamion, Léon Glovacki, Joseph Ujlaki, Roger Piantoni, Jean Desgranges, Jean Vincent (je 2), Édouard Kargulewicz, Raymond Cicci, Raymond Kopa, Armand Penverne und Jacques Foix (je 1).

## Französisches Aufgebot
Nachdem man sich erstmals nach 1938 wieder für eine WM-Endrunde qualifizieren konnte, waren die Erwartungen in Frankreich hoch, schien doch der Gewinn der Coupe Latine durch Stade de Reims im Vorjahr zu beweisen, dass die Bleus es zumindest in Europa mit jedem aufnehmen konnten. Die wenig überzeugenden letzten Vorbereitungsspiele und personelle Probleme, etwa der tragische Unfalltod des Stürmertalents Francis Méano, dämpften die Hoffnungen kaum. Dabei war die Vorrundengruppe mit Angstgegner Jugoslawien und den in ihrer Stärke schwer einzuschätzenden Brasilianern, von denen aufgrund des speziellen Spielmodus dieser WM allerdings nur eine Mannschaft Frankreichs Gegner sein würde, alles andere als schwach besetzt. 
Das Auswahlkomitee unter Federführung von Gaston Barreau und Alex Thépot nominierte folgende 22 Spieler:
| Nummer / Name | Nummer / Name        | Damaliger Verein     | Geburtstag | Spiele   | Tore     | Platzverw. |          |          |
| Torhüter      | Torhüter             | Torhüter             | Torhüter   | Torhüter | Torhüter | Torhüter   | Torhüter | Torhüter |
| ------------- | -------------------- | -------------------- | ---------- | -------- | -------- | ---------- | -------- | -------- |
| 1             | François Remetter    | FC Grenoble          | 08.08.1928 | 2        | 0        | 0          |          |          |
| 2             | César Ruminski       | Lille OSC            | 13.06.1924 | 0        | 0        | 0          |          |          |
| 3             | Claude Abbes         | AS Saint-Étienne     | 24.05.1927 | 0        | 0        | 0          |          |          |
| Verteidiger   |                      |                      |            |          |          |            |          |          |
| 4             | Lazare Gianessi      | AS Monaco            | 09.11.1925 | 2        | 0        | 0          |          |          |
| 5             | Jacques Grimonpon    | Girondins Bordeaux   | 30.07.1925 | 0        | 0        | 0          |          |          |
| 6             | Raymond Kaelbel      | Racing Strasbourg    | 31.01.1932 | 2        | 0        | 0          |          |          |
| 7             | Roger Marche         | Stade Reims          | 05.03.1924 | 1        | 0        | 0          |          |          |
| Läufer        |                      |                      |            |          |          |            |          |          |
| 8             | Guillaume Bieganski  | Lille OSC            | 03.11.1932 | 0        | 0        | 0          |          |          |
| 9             | Antoine Cuissard     | OGC Nizza            | 19.07.1924 | 0        | 0        | 0          |          |          |
| 10            | Robert Jonquet       | Stade Reims          | 03.05.1925 | 1        | 0        | 0          |          |          |
| 11            | Xercès Louis         | Racing Lens          | 31.10.1926 | 0        | 0        | 0          |          |          |
| 12            | Jean-Jacques Marcel  | FC Sochaux           | 13.06.1931 | 2        | 0        | 0          |          |          |
| 13            | Abderrahman Mahjoub  | OGC Nizza            | 25.04.1929 | 1        | 0        | 0          |          |          |
| 14            | Armand Penverne      | Stade Reims          | 26.11.1926 | 1        | 0        | 0          |          |          |
| Stürmer       |                      |                      |            |          |          |            |          |          |
| 15            | Abdelaziz Ben Tifour | AS Troyes-Savinienne | 23.07.1927 | 1        | 0        | 0          |          |          |
| 16            | René Dereuddre       | Toulouse FC          | 22.06.1930 | 2        | 0        | 0          |          |          |
| 17            | Léon Glovacki        | Stade Reims          | 19.02.1928 | 1        | 0        | 0          |          |          |
| 18            | Raymond Kopa         | Stade Reims          | 13.10.1931 | 2        | 1        | 0          |          |          |
| 19            | Michel Leblond       | Stade Reims          | 10.05.1932 | 0        | 0        | 0          |          |          |
| 20            | Ernest Schultz       | Olympique Lyon       | 29.01.1931 | 0        | 0        | 0          |          |          |
| 21            | André Strappe        | Lille OSC            | 23.02.1928 | 2        | 0        | 0          |          |          |
| 22            | Jean Vincent         | Lille OSC            | 29.11.1930 | 2        | 1        | 0          |          |          |
| Trainer       |                      |                      |            |          |          |            |          |          |
|               | Pierre Pibarot       |                      | 23.07.1916 |          |          |            |          |          |

## Spiele der französischen Mannschaft

### Vorrunde
Frankreich spielte in Gruppe 1 mit Jugoslawien, Brasilien (die beiden gesetzten Teams) und Mexiko. Im ersten, vorentscheidenden Treffen bot Trainer Pibarot eine Elf auf, die im Wesentlichen von Spielern aus Reims und Lille gebildet wurde und im sogenannten WM-System antrat (wobei der Mittelläufer als letzter Mann zwischen den beiden Verteidigern fungierte):
Gianessi – Kaelbel

Penverne – Jonquet – Marcel

Im zweiten Spiel gegen Mexiko gab es drei personelle Veränderungen: Jonquet wurde durch Verteidiger Marche ersetzt (dafür agierte Kaelbel als Mittelläufer), Mahjoub kam für Penverne und Ben Tifour für Glovacki.
| Frankreich | – | Jugoslawien | 0:1 (0:1) |
| Frankreich | – | Mexiko      | 3:2 (1:0) |

Spielberichte
Gegen Jugoslawien am 16.6. im Stade La Pontaise von Lausanne vor 16.000 Zuschauern; SR: Griffiths (Wales):
0:1 Milutinovic (15.)
Gegen Mexiko am 19.6. im Stade Charmilles von Genève vor 19.000 Zuschauern; SR: Asensi (Spanien):
1:0 Vincent (19.) – 2:0 Cardenas (46., Eigentor), 2:1 Lamadrid (54.), 2:2 Balcazar (85.), 3:2 Kopa (88.)
Dieser knappe Sieg fast in letzter Minute nützte den Bleus jedoch nichts mehr: Jugoslawien und Brasilien trennten sich 1:1 nach Verlängerung, und damit bekam Frankreich, anders als in Gruppe 2 die Westdeutschen gegen die Türkei, keine „zweite Chance“ gegen die Elf vom Balkan und musste früh die Heimreise antreten – und nach Meinung der heimischen Sportpresse hatte sie mehr auch nicht verdient.
Allerdings sollte man 1958 erneut auf Jugoslawien treffen.